# Hans Binder
Hans Binder, född 12 juni 1948 i Zell am Ziller, är en österrikisk racerförare.

## Racingkarriär
Binder vann det europeiska Formel Ford-mästerskapet 1972. Därefter gick han via formel 3 till formel 2. Han debuterade i formel 1 för Ensign hemma i Österrike 1976, men tvingades bryta loppet. Han körde sedan i säsongens sista lopp i Japan 1976 för Wolf, men han fick bryta även det loppet. 
Säsongen 1977 lyckades han få ekonomiskt stöd att köra för Surtees men när pengarna var slut var han tvungen att lämna stallet. Binder gick därefter till ATS, för vilket han körde ett par race. Framgångarna uteblev dock och han lämnade F1-scenen. 

## F1-karriär
| Säsong | Stall/Tillverkare              | Poäng | Placering |
| ------ | ------------------------------ | ----- | --------- |
| 1976   | Ensign-Ford Wolf-Williams-Ford | 0     | –         |
| 1977   | Surtees-Ford ATS (Penske-Ford) | 0     | –         |
| 1978   | ATS-Ford                       | 0     | –         |